# Conservatoire dei Poveri di Gesù Cristo
Le Conservatoire dei Poveri di Gesù Cristo était l'un des quatre conservatoires napolitains qui par leur fusion ont donné naissance à l'actuel Conservatoire de San Pietro a Majella. Avec les trois autres écoles de musique, cette institution était aux XVIIe et XVIIIe siècles au cœur de la glorieuse École napolitaine de musique.

## Historique
Fondé comme un orphelinat pour les pauvres de Jésus-Christ en 1589 par un tertiaire franciscain, ce conservatoire napolitain est celui qui a duré moins de temps que les trois autres, puisqu'il a été dissous en 1743 après des années difficiles qui ont été suivies d'événements de nature criminelle touchant l'institut. En fait, ce qui a causé le déclin est sans doute la mauvaise direction et la malhonnêteté du directeur, qui s'est même rendu coupable de l'assassinat d'un jeune pensionnaire.
Peu après, le conservatoire a été fermé et les quelques élèves qui étaient présents ont été confiés aux trois autres conservatoires.

## Personnes liées au conservatoire
maîtres
- Francesco Feo (maître)
- Gaetano Greco (maître)

élèves
- Giuseppe Arena (élève)
- Giuseppe Avossa (élève)
- Joseph Doll (élève)
- Francesco Durante (élève)
- Farinelli (élève)
- Giacomo Insanguine (élève)
- Niccolò Jommelli (élève)
- Giovanni Battista Pergolesi (élève)
- Nicola Porpora (élève)
- Domènec Terradellas (élève)
- Leonardo Vinci (élève)

## Source de la traduction
- (it) Cet article est partiellement ou en totalité issu de l’article de Wikipédia en italien intitulé « Conservatorio dei Poveri di Gesù Cristo » (voir la liste des auteurs).